# Liste der Fahnenträger der dominicanischen Mannschaften bei Olympischen Spielen
Die Liste der Fahnenträger der dominicanischen Mannschaften bei Olympischen Spielen listet chronologisch alle Fahnenträger dominicanischer Mannschaften bei den Eröffnungsfeiern Olympischer Spiele auf.

## Liste der Fahnenträger
| Mannschaft             | Veranstaltung | Fahnenträger (EF)           | Fahnenträger (AF)            |
| ---------------------- | ------------- | --------------------------- | ---------------------------- |
| 1996 in Atlanta        | Sommerspiele  | Jérôme Romain               |                              |
| 2000 in Sydney         | Sommerspiele  | Marcia Daniel               |                              |
| 2004 in Athen          | Sommerspiele  | Chris Lloyd                 | Rosanne Pringle (Offizielle) |
| 2008 in Peking         | Sommerspiele  | Jérôme Romain (Offizieller) | Erison Hurtault              |
| 2012 in London         | Sommerspiele  | Erison Hurtault             | Luan Gabriel                 |
| 2014 in Sotschi        | Winterspiele  | Gary di Silvestri           | Gary di Silvestri            |
| 2016 in Rio de Janeiro | Sommerspiele  | Yordanys Durañona           | Yordanys Durañona            |
| 2020 in Tokio          | Sommerspiele  | Thea LaFond                 | Thea LaFond                  |
| 2020 in Tokio          | Sommerspiele  | Dennick Luke                | Thea LaFond                  |
| 2024 in Paris          | Sommerspiele  | Thea LaFond                 | Thea LaFond                  |
| 2024 in Paris          | Sommerspiele  | Dennick Luke                | Thea LaFond                  |

Anmerkung: (EF) = Eröffnungsfeier, (AF) = Abschlussfeier

## Statistik
| Rang    | Sportart       | EF | AF | ∑  |
| ------- | -------------- | -- | -- | -- |
| 1       | Leichtathletik | 9  | 5  | 14 |
| 2       | Offizieller    | 1  | 1  | 2  |
| Gesamt: | Gesamt:        | 10 | 6  | 16 |

| Rang    | Sportart    | EF | AF | ∑ |
| ------- | ----------- | -- | -- | - |
| 1       | Skilanglauf | 1  | 1  | 2 |
| Gesamt: | Gesamt:     | 1  | 1  | 2 |

| Rang    | Sportart       | EF | AF | ∑  |
| ------- | -------------- | -- | -- | -- |
| 1       | Leichtathletik | 9  | 5  | 14 |
| 2       | Skilanglauf    | 1  | 1  | 2  |
| 2       | Offizieller    | 1  | 1  | 2  |
| Gesamt: | Gesamt:        | 11 | 7  | 18 |